# Sport Clube Praiense
O Sport Club Praiense é um clube desportivo português, localizado na cidade da Praia da Vitória, ilha Terceira, Região Autónoma dos Açores.

## História
No já longínquo ano de 1947, a então Vila da Praia da Vitória não tinha qualquer colectividade desportiva, uma vez que já haviam encerrado os três Clubes anteriormente existentes: o Santa Cruz Sport Club, o Futebol Club 11 de Agosto - conhecido como “O Rasga” - e o União Operária Praiense. Como a prática Associativa do Futebol estava em grande expansão em Angra do Heroísmo, a juventude da Praia sentia a frustração de não poder desenvolver de forma institucional a sua modalidade predilecta. Neste contexto, um grupo de jovens, que se reunia habitualmente no chamado “Clube dos Caixões”, contagiado pelo proprietário do estabelecimento, Sr. Francisco Carvalho, juntou poupanças e encomendou, no continente, um lote de camisolas vermelhas. Entretanto, surgiu a desunião do grupo, e a desavença teve um ímpeto tal que o assunto foi levado à autoridade policial. Estava assim consumado o surgimento dos dois clubes de futebol da Praia da Vitória.

### Primeiro título oficial
Após seis anos de jejum, em 1955/56, o Sport Praiense vence a sua primeira prova oficial, como Campeão Distrital de Reservas. No jogo decisivo derrotou o Lusitânia por 2-1. Em homenagem aos vencedores do primeiro Troféu oficial, registe-se a equipa: Velosa; Franklim, Teófilo e Fontinhas; Octávio e Narciso; Humberto, António Moniz, Oliveira, Teixeira e Fernando. Integravam ainda o plantel, entre outros, Madeira, Isidro, Saul e Edmundo. Nessa final, a nossa equipa tinha pouco de “reservas”, já que os craques estavam todos em campo e, no Lusitânia, a situação seria a mesmo, pois estava em jogo um título. Naquele período a equipa Praiense era composta essencialmente por elementos das famílias dos Lagoas e dos Teófilos, além de Militares da Base, e claro, do António Moniz. Aliás, ao longo de décadas os militares portugueses da Base constituíram uma excelente fonte de recrutamento de craques para o futebol Terceirense, preferencialmente para as equipas da Praia. O Praiense tomou o gosto aos troféus, e, logo a seguir, em 1957/58, vence o Torneio de Preparação, primeira Taça na categoria de honra, como então era chamada a equipa principal. Mas só em 1962/63, após treze anos de actividade, é que se dá o grande marco histórico com a conquista do Campeonato Distrital de Futebol, apesar de, já antes, por várias vezes, ter ficado à beira de se sagrar Campeão, mas, por falhas próprias ou culpa alheia não o havia conseguido.

### Campeão de Açores
Quatro anos depois, em 1966/67 volta a conquistar o Campeonato, tal como no ano seguinte, 67/68, altura em que também se sagra 1º Campeão dos Açores, no Torneio realizado na Ilha do Faial. O regresso dos Campeões Açorianos à Praia da Vitória, foi algo de grandioso e inesquecível, com uma recepção muito emotiva da multidão que se aglomerada no Largo da Luz. Com a presença de todas as autoridades e forças vivas locais, os heróis desceram a Rua de Jesus num cortejo inolvidável. Só a visita de um Presidente da República, na época, teria trazido tanta gente para a rua a festejar. Da equipa que derrotou, no último jogo, o União Micaelense por 4-0, com três golos de Eduardo Barcelos e um de Seminário, por comparação com a equipa que 12 anos antes havia ganho a primeira Taça, já só tinha dois velhotes: o Teixeira e o Fernando Lagoa. Eis os novos campeões, que alinharam no último jogo: Luís Lagoa; Jaime Teófilo, Natalino, José Joaquim e Jorge Coelho; Jorge Alberto Barcelos e Fernando Lagoa; Teixeira, Eduardo Barcelos, Liberto Lopes e Seminário. O Valentim, que veio a formar a terrível dupla histórica com o Eduardo, nessa altura estava, lá longe, a cumprir o serviço militar. Assim, durante a década de 60, o Praiense assume a liderança do futebol Terceirense e Açoriano, em conjunto com o Lusitânia, atingindo uma hegemonia absoluta no princípio da década de 70, quando durante três anos venceu oito provas da Associação de Futebol de Angra. Ao mesmo tempo, venceu todas as provas a nível açoriano, no triénio de 1970, 1971 e 1972, o que lhe valeu a denominação de Bi - Campeão e de Tri - Campeão Açoriano. Foi o período de Ouro do Sport Clube Praiense.

### Nova sede (1984—)

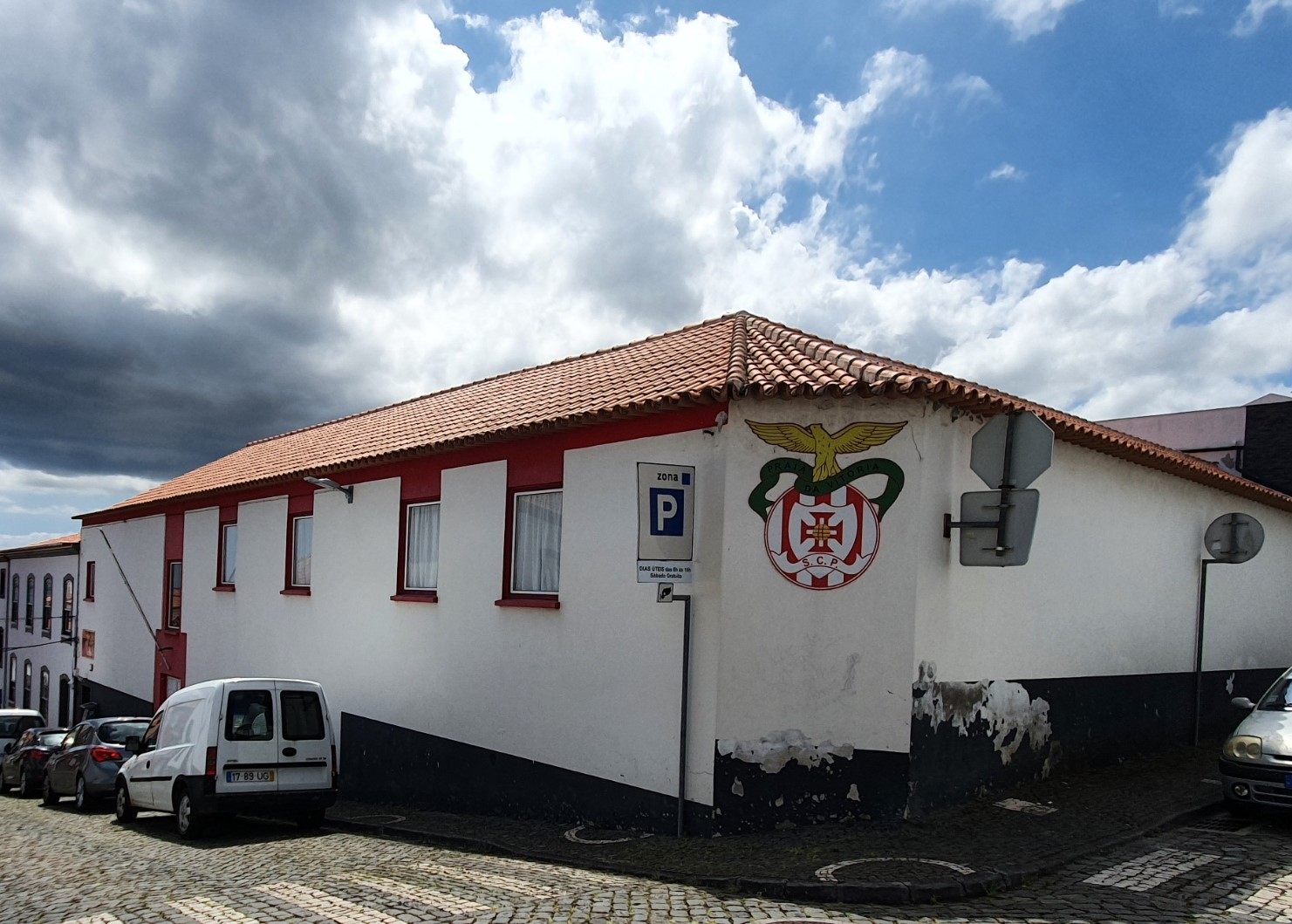
Instalações do Sport Clube Praiense

De forma simplificada, pode-se pois dizer que a história do Praiense está dividida em dois grandes períodos de tempo, cada um deles correspondentes a vivências bem distintas. A primeira fase da vida do Clube diz respeito aos 38 anos iniciais, que vão da fundação, em 1947, até à inauguração da sua atual Sede própria, em 1984, e posterior ingresso na III Divisão Nacional de Futebol, em 1985. Estas quatro décadas iniciais incluem a fase do Praiense dos primeiros anos, da velhinha sede arrendada, da compra e posterior construção da Esplanada e da sua afirmação como Clube baluarte do Concelho, depois dominante ao nível da Ilha Terceira e por último referência no panorama futebolístico dos Açores. Por seu turno, nestas últimas três décadas, a que corresponde a segunda fase da vida do Clube diz respeito ao período da afirmação do Praiense no âmbito do futebol nacional, com uma participação ininterrupta nos Campeonatos Organizados pela Federação Portuguesa, desde 1985. Esta circunstância de quase metade da vida desportiva do Sport Praiense ter sido passada ao nível do Futebol Nacional, nos escalões não profissionais, constitui um especto fundamental do seu historial, um feito impensável para a maioria dos seus sócios e jamais imaginado pelos seus Fundadores. Neste período, com a sua participação na primeira prova do Campeonato Nacional Sénior, na época de 2013/14, com cinco participações no Campeonato Nacional da 2ª Divisão, e as restantes no Campeonato Nacional da 3ª Divisão, o Praiense conquistou em 2008 e em 2013 os seus Títulos mais representativos, como Campeão Nacional da III Divisão. Até 1985, os embates com equipas continentais, ocorriam apenas no quadro da Taça de Portugal, o que para o Sport Praiense aconteceu muitas vezes em representação dos Açores.
A actual realidade associativa, porém, está envolta num quadro Institucional e social, não menos complexo do que aquele que rodeou a fundação do Clube. Estamos a passar por um tempo de profunda crise, com uma dimensão financeira que debilita os entes públicos e faz regredir as famílias e as empresas para patamares de grandes restrições. Cada vez mais vamos ser, colectiva e individualmente, o que podemos e não o que queremos ou sonhamos, como ainda acontecia recentemente. A atual Direção do Sport Praiense, recheada de jovens qualificados e empenhados, sob a Presidência do Dr. Tiago Ormonde, parece empenhada, nesta participação na 1ª Edição da 3ª divisão, série Açores, em garantir expressão a uma nova e promissora fase da vida do Praiense, para dar continuidade a este rico historial, que é património da Praia, da Terceira e dos Açores. Que a Comunidade saiba retribuir ao Sport Clube Praiense tudo o que este já fez por ela.

## Modalidades
Entretanto, o Praiense não foi apenas um Clube de Futebol. Outras modalidades desportivas fizeram parte do seu historial, nomeadamente o Basquetebol, onde averbou três títulos de Campeão Distrital, que ajudaram a aquecer as célebres noites de verão da sua Esplanada. Voleibol, Futebol de Salão e Andebol foram modalidades praticadas. Natação, Ciclismo e Atletismo também proporcionaram troféus ao Clube. O jogo da Sueca teve larga tradição na velhinha sede. Curiosamente, na atualidade, o Salão de Festas do Clube continua a receber provas de Sueca. Mas na óptica das diferentes modalidades, novas coletividades foram surgindo no Concelho e na Ilha numa perspetiva de descentralização territorial e de especialização, pelo que naturalmente o Clube foi perdendo espaço nesse domínio.

### Futebol

#### Palmarés
| Escalão          | Nº Presenças | Títulos | Melhor Classificação       |
| I                | 0            | 0       | Nunca participou           |
| II               | 0            | 0       | Nunca participou           |
| III              | 5            | 0       | -                          |
| IV               | 14           | 2       | 1º (2007/08 e 2012/13)     |
| V                | -            | -       | -                          |
| VI               | -            | -       | -                          |
| VII              | -            | -       | -                          |
| Taça de Portugal | 32           | 0       | Oitavos de Final (1970/71) |
| Taça da Liga     | 0            | 0       | Nunca participou           |

#### Classificações
| Escalão          | 00/01 | 01/02 | 02/03 | 03/04 | 04/05 | 05/06 | 06/07 | 07/08 | 08/09 |
| ---------------- | ----- | ----- | ----- | ----- | ----- | ----- | ----- | ----- | ----- |
| Liga Sagres      | -     | -     | -     | -     | -     | -     | -     | -     | -     |
| Liga Vitalis     | -     | -     | -     | -     | -     | -     | -     | -     |       |
| II Divisão       | -     | -     | -     | -     | -     | -     | -     | -     | -     |
| III Divisão      | -     | -     | -     | -     | -     | -     | -     | -     | -     |
| 1º Escalão Dist. | -     | -     | -     |       | -     | -     | -     | -     | -     |
| 2º Escalão Dist. | -     | -     | -     | -     | -     | -     | -     | -     | -     |
| 3º Escalão Dist. | -     | -     | -     | -     | -     | -     | -     | -     | -     |